# Szomor, Komárom-Esztergom
Szomor  este un sat în districtul Tatabánya, județul Komárom-Esztergom, Ungaria, având o populație de 1.117 locuitori (2011). 

## Demografie
Componența etnică a satului Szomor
     Maghiari (86,57%)
     Germani (10,68%)
     Necunoscut (0,98%)
     Alții (1,78%)
Componența confesională a satului Szomor
     Romano-catolici (50,13%)
     Fără religie (8,95%)
     Reformați (8,5%)
     Necunoscută (30,98%)
     Alte religii (2,24%)
Conform recensământului din 2011, satul Szomor avea 1.117 locuitori. Din punct de vedere etnic, majoritatea locuitorilor (86,57%) erau maghiari, cu o minoritate de germani (10,68%). Apartenența etnică nu este cunoscută în cazul a 0,98% din locuitori.  Din punct de vedere confesional, majoritatea locuitorilor (50,13%) erau romano-catolici, existând și minorități de persoane fără religie (8,95%) și reformați (8,5%). Pentru 30,98% din locuitori nu este cunoscută apartenența confesională.